# Onuka
Onuka est un groupe ukrainien de musique électronique, de musique expérimentale formé en 2013.

## Histoire
Les fondateurs du groupe étaient Nata Jyjtchenko, venant de Tomato jaws, KOOQLA et Yevhen Filatov à l'été 2013 ; leur chanson Look, est sorti en octobre 2013.
Leur musique est présente dans Just Dance 2021 de Ubisoft, lors de manifestations comme UAnimals. Ils sont connus comme jouant du Trembita dans le style Folktronica.

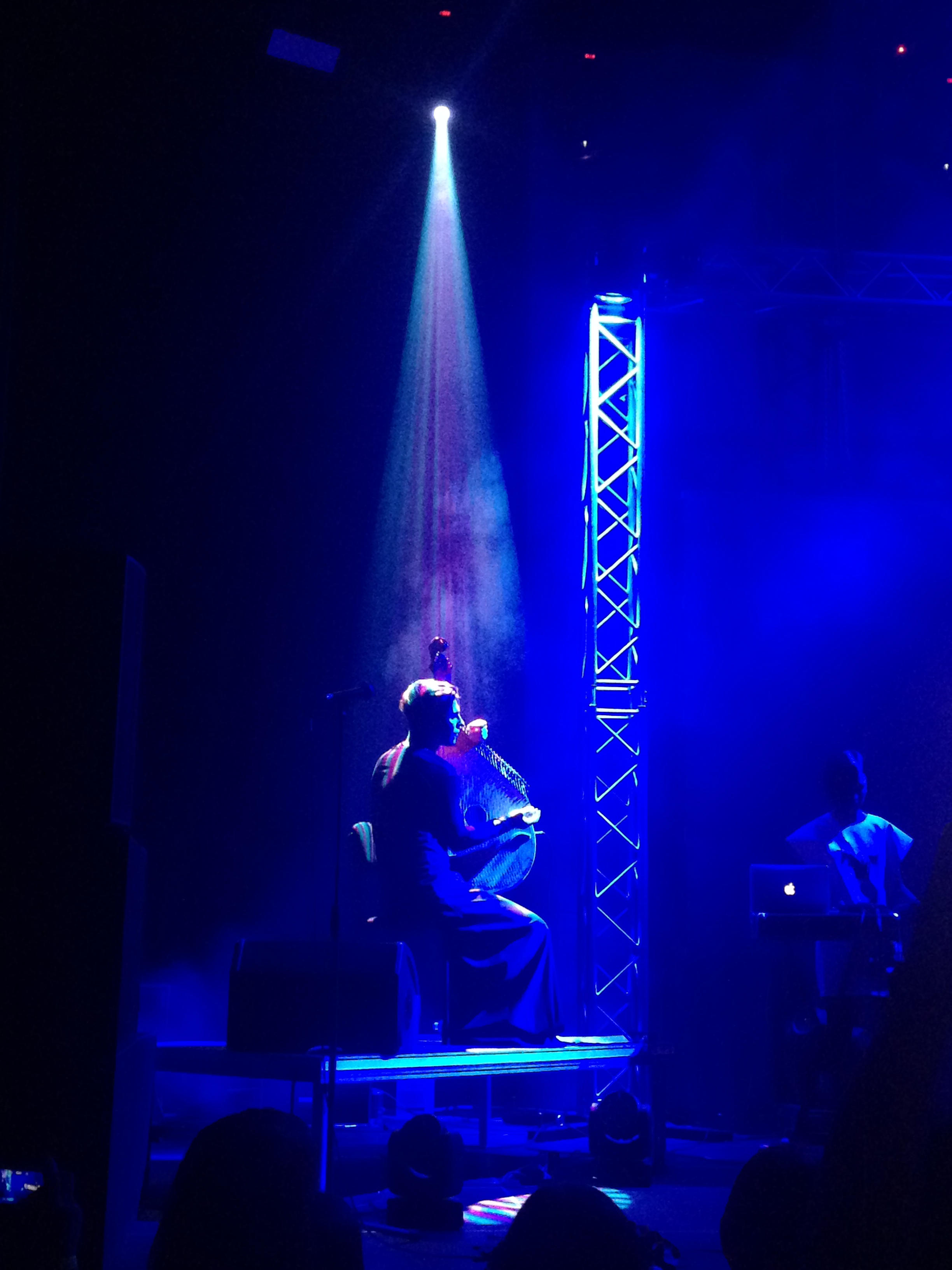
Avec un joueur de bandoura.

## Production

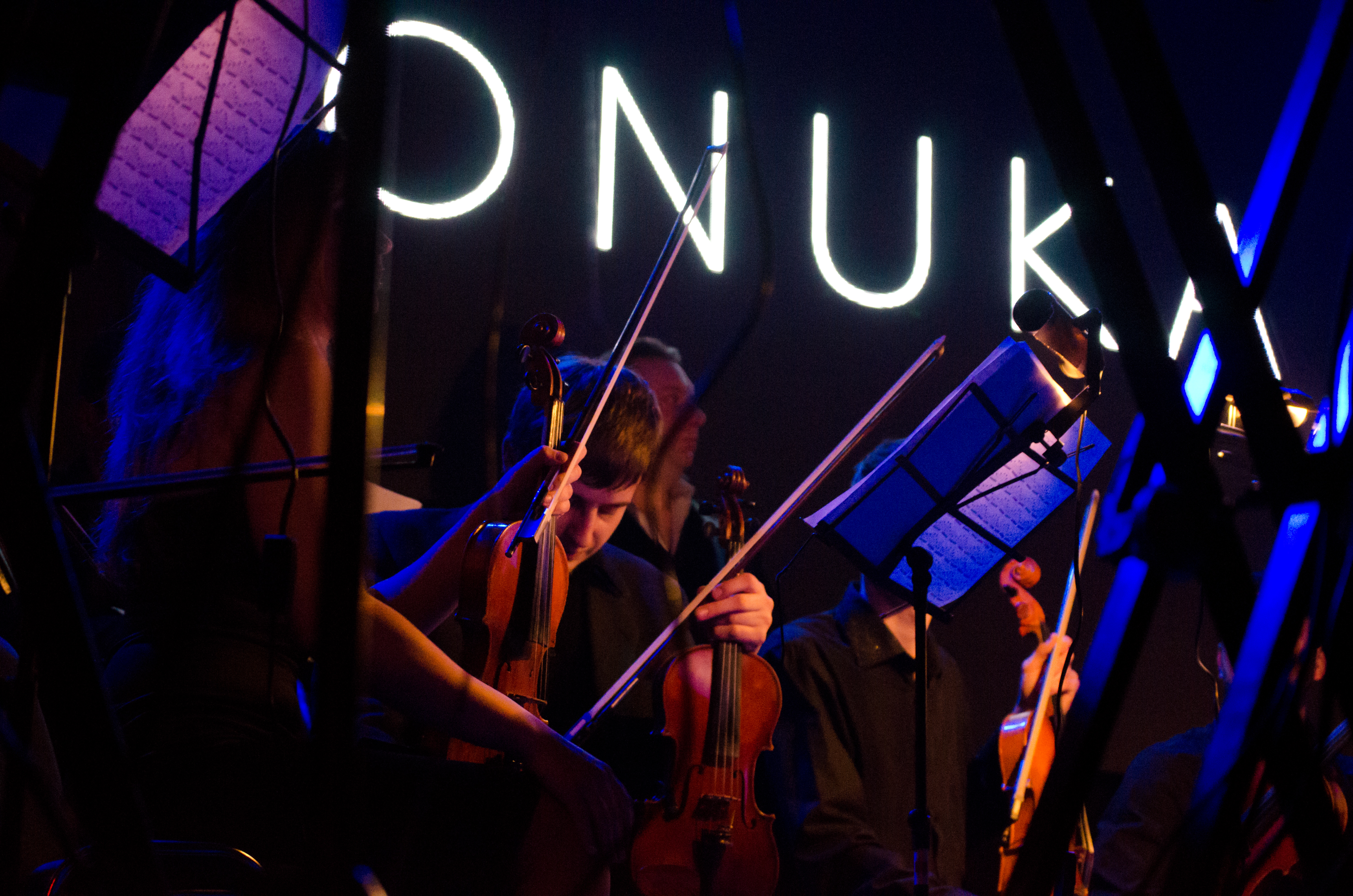
En 2015.

### Albums
- 2014 : Onuka
- 2018 : Mozaїka
- 2021 : KOLIR

### Album en live
- 2017 : Live with NAONI Orchestra

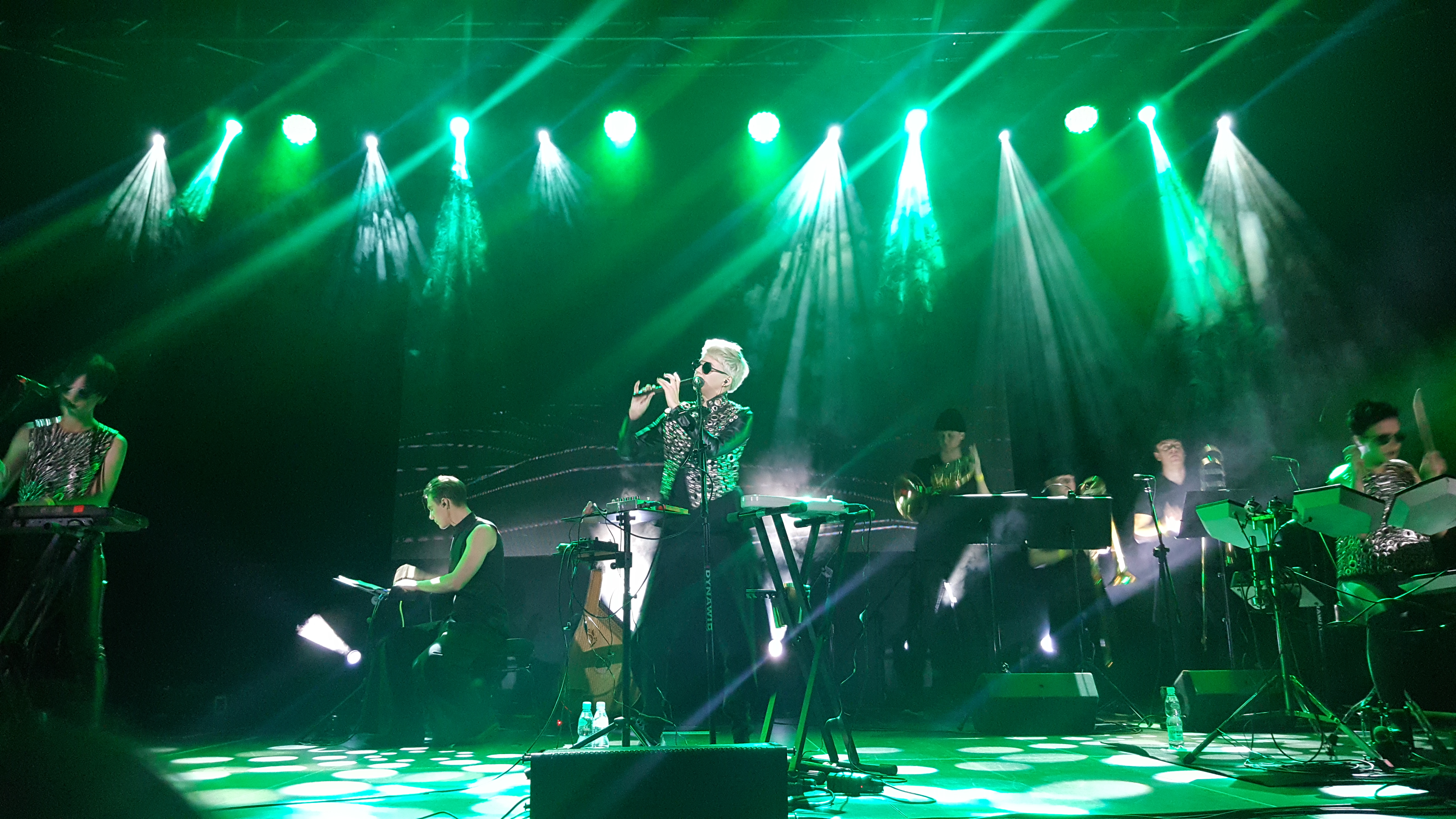
En 2017 à Varsovie.

- 2019 : Mozaїka Live with NAONI Orchestra

### Tournée
Room ! : 2024, tournée européenne.